# ソフトクリーム

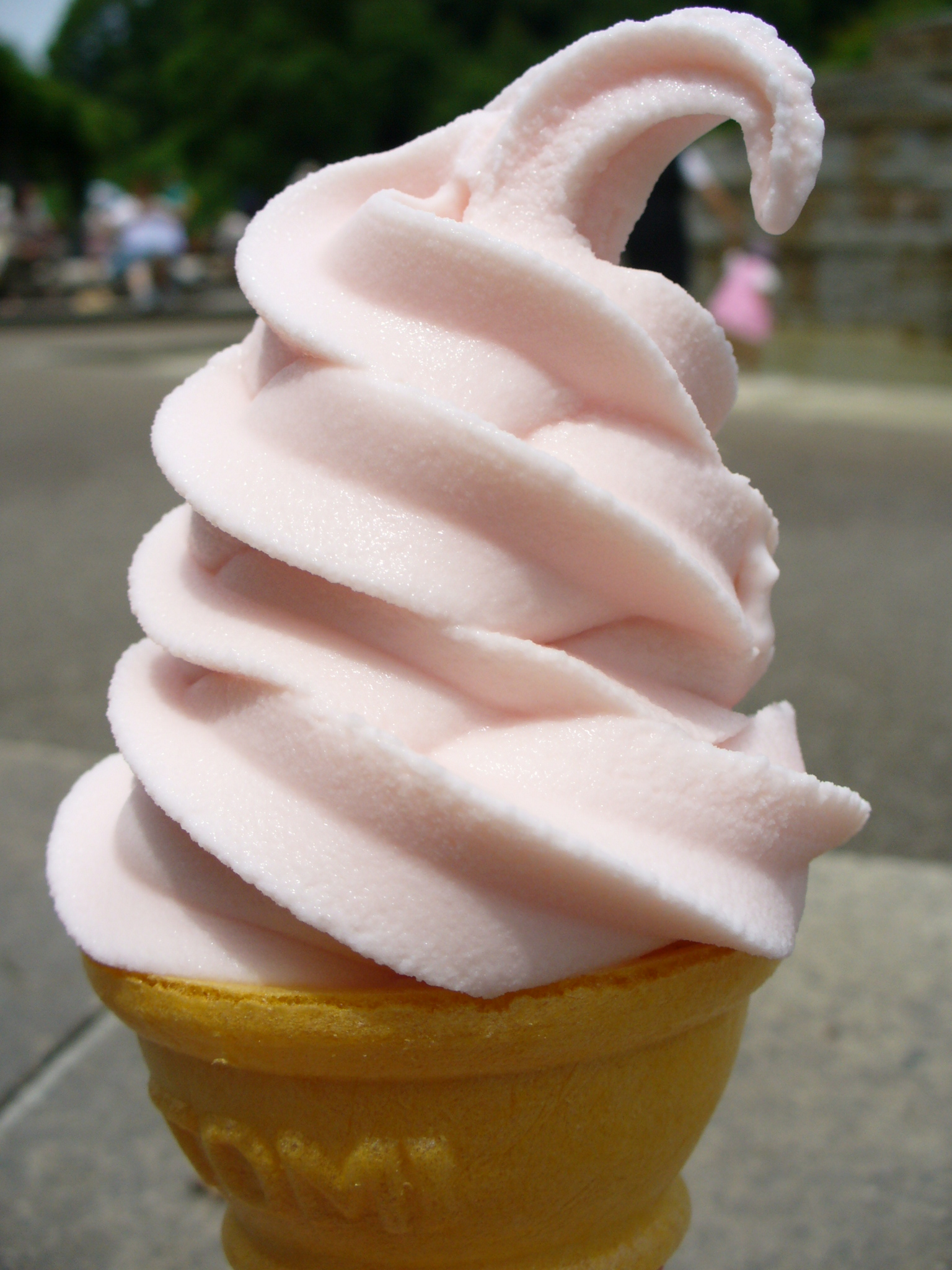
イチゴ味のソフトクリーム

ソフトクリーム（Soft cream）は、商品化されている牛乳が主原料のソフトクリームミックス（粉末・液状）を、営業店が専用フリーザーに入れて泡立たせ、半固形体に凍らせた柔らかい食感のアイスクリーム。コーンカップ（アイスクリーム・コーン）の上に入れて食べることが多い。
英語では"soft serve ice cream"及びこれを略して"soft serve"または"soft ice"などの名称で、「ソフトクリーム」は、日世創業者による和製英語である。

## 歴史
ソフトクリームのルーツは4,000年前の中国といわれている。長時間煮つめた牛乳を、雪で冷やして柔らかく固めて、糊状にした氷菓で、食感はシャーベットに近いものであった。
1931年、アメリカ合衆国で営業店で作りたての香り、味、食感を保ったアイスクリームを販売するため、アイスマシンとフリーザーを1つの箱に収めたオートマティック・ソフトサーブマシンが開発され、現在目にするようなソフトクリームが誕生した。
日本では第二次世界大戦後の1951年（昭和26年）7月3日に米軍占領軍が明治神宮外苑でアメリカ独立記念日を祝ってカーニバルを開催。日世がコーンスタイルのソフトクリームの模擬店を開いて販売した。この時初めて日本にソフトクリームが紹介された。日本ソフトクリーム協議会は1990年に、この日を記念して7月3日を「ソフトクリームの日」と制定した。
同年の9月には大阪の百貨店で日世により試験販売され、人気を呼んだので、本格的に販売された。1970年の大阪万国博覧会では太陽の塔のそばに日世直営売店が開設され会場内各所に200台のフリーザーが設置され、食べ歩きが始められ、それをきっかけに全国にソフトクリームが普及していった。

## 製法

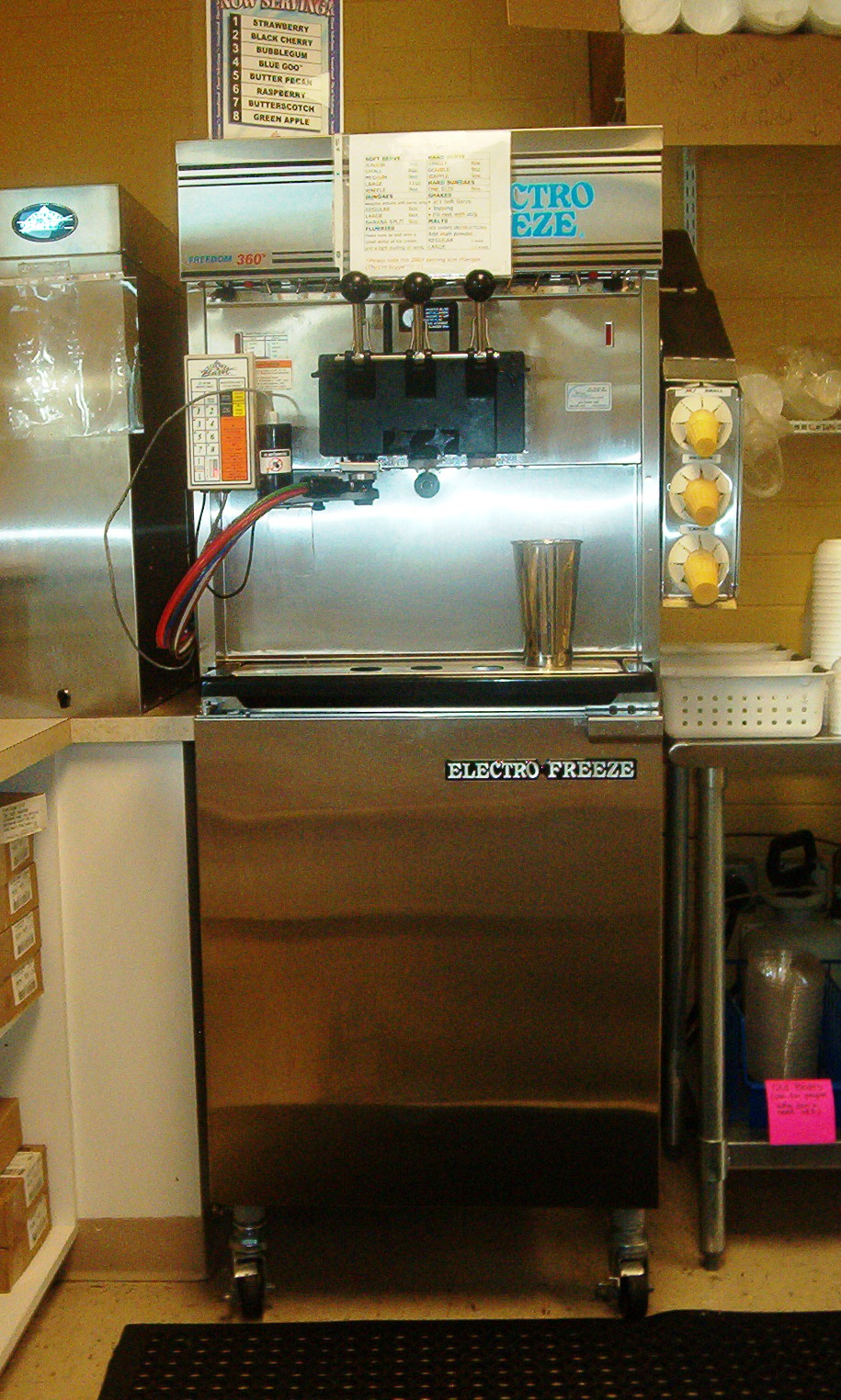
ソフトクリームメーカー。Electro Freeze 30T-RMT

基本的な原材料はアイスクリームとほぼ同一であるが、ソフトクリームの場合は調合された製品の液体原料ソフトクリームミックスを、ソフトクリームフリーザーと呼ばれる専用の機械に直接投入し、機械の中で高速攪拌しながら冷凍させて原料の中に空気を注入させていき、一定の軟らかさが得られたところで原料を機械から取り出す。一般的には回転している機械の中からレバー操作で搾り出すものが多い。

## 各種ソフトクリーム

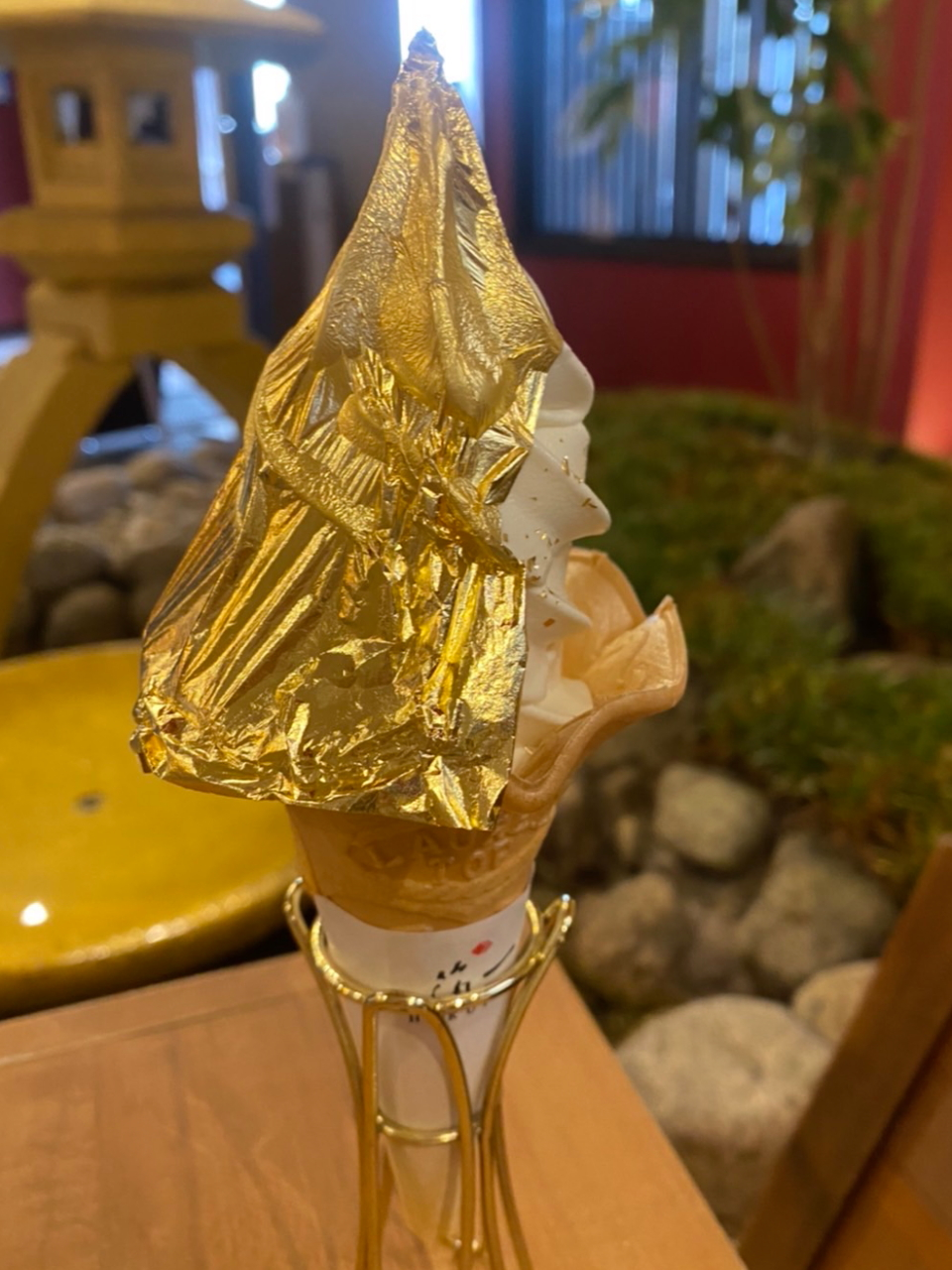
金箔ソフトクリーム

牛乳が主原料であるため、酪農牧場の売店ではよく販売されている。観光地では、基本的な種類に加え、その地の特産品を用いたソフトクリームを販売することも多い。
| - プレーン（基本的） - 牛乳（ミルク） - 香料 - バニラ（基本的） - 果実 - 梅 - ストロベリー（基本的） - ハスカップ（北海道） - 夕張メロン（北海道） - バナナ - ブドウ - リンゴ - パイナップル - みかん - スモモ - ブルーベリー - マンゴー - オレンジ - レモン - カシス - ユズ - ナシ - 野菜 - カボチャ - モロヘイヤ - 紫イモ - トマト | - 種子 - チョコレート（基本的） - コーヒー - あずき - ゴマ - 蕎麦 - 玄米 - 乳製品 - ヨーグルト - チーズ - 豆乳 - ハーブ - 抹茶 - 紅茶 - ラベンダー - ミント - 花・樹液・蜜 - バラ - サクラ - メイプルシロップ - 菌類 - 舞茸 - 香辛料 - ワサビ - 獅子唐 | - その他 - 塩 - 砂糖 - キャラメル - 醤油 - 八丁味噌 - イカスミ - ウニ - サボテン - ソーダ - カルピス - プリン - チョコバナナ - 杏仁豆腐 - 金箔 |

## 呼び方
発祥の地であるアメリカでは、前述通りSoft serveあるいはsoft iceと呼ばれるが、各国では以下のように呼ばれることがある。
- アメリカン・アイスクリーム：レバノン、イスラエル
- ミスター・ウィッピー（英語版）：イギリス
- イタリアン・アイスクリーム：フランス、ブラジル、ポーランド
- クリーム・アイスクリーム：ハンガリー
- ソフト・アイスクリーム：スウェーデン、中国、香港、台湾
- ソフトクリーム：日本

### カップ

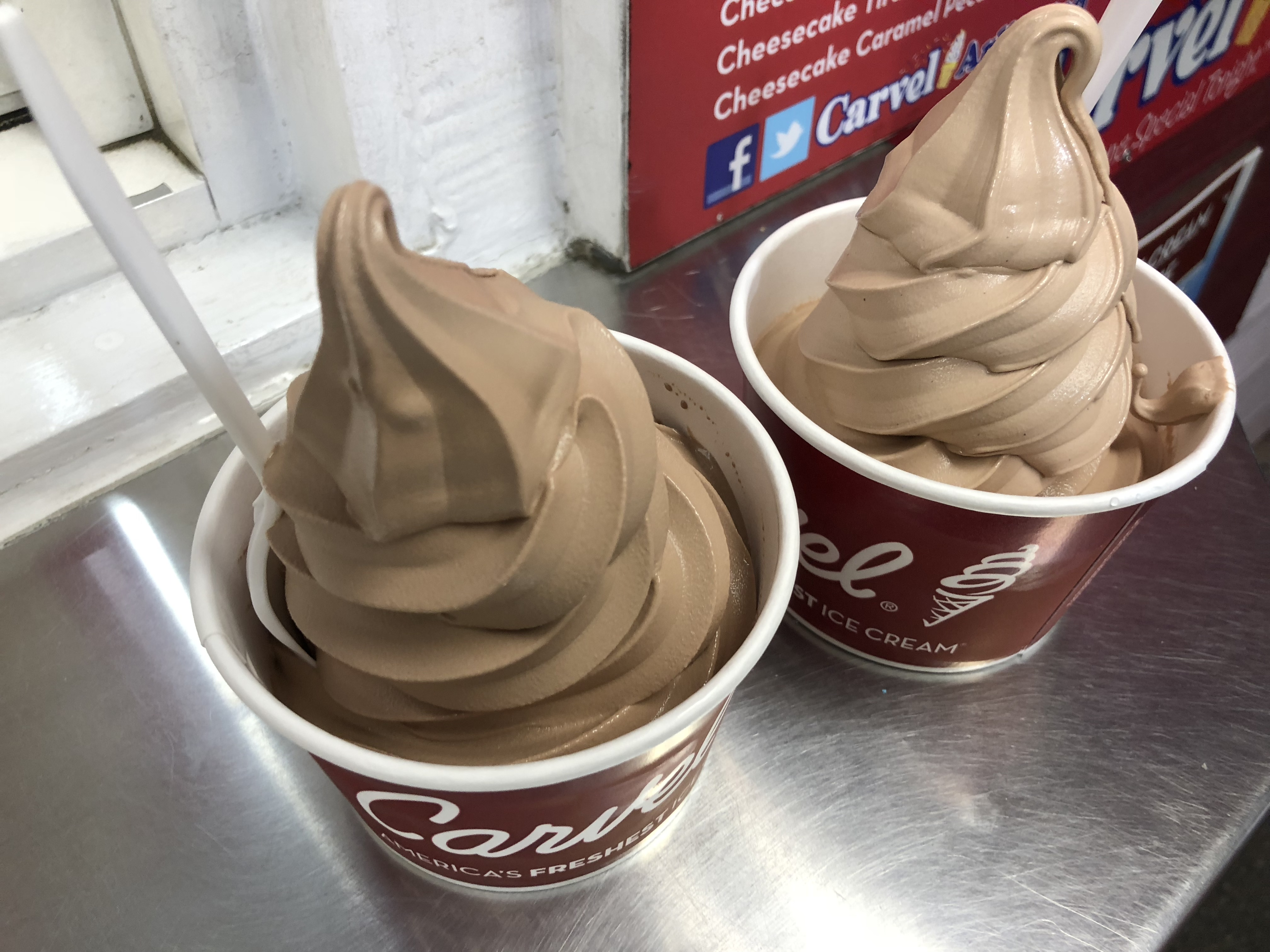
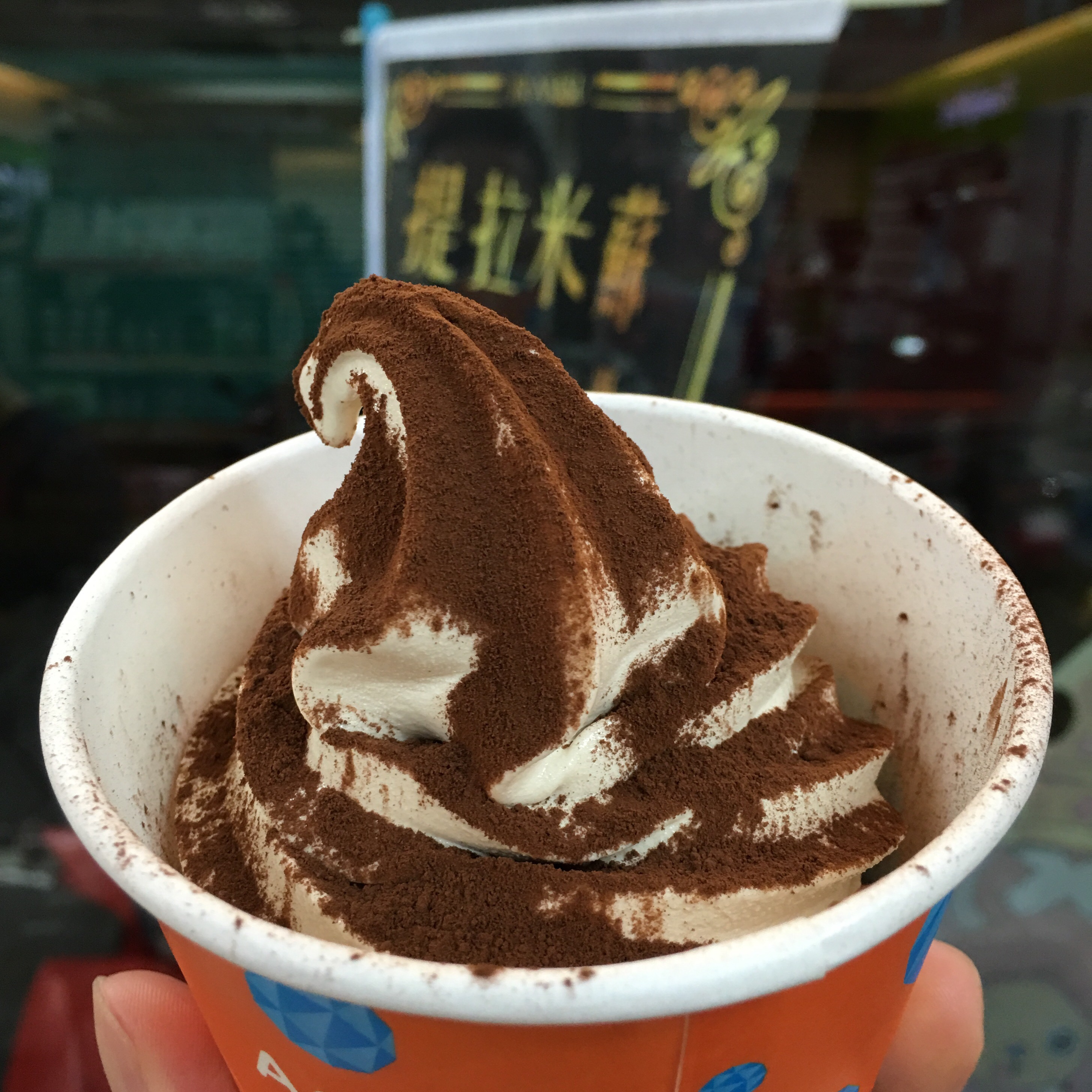
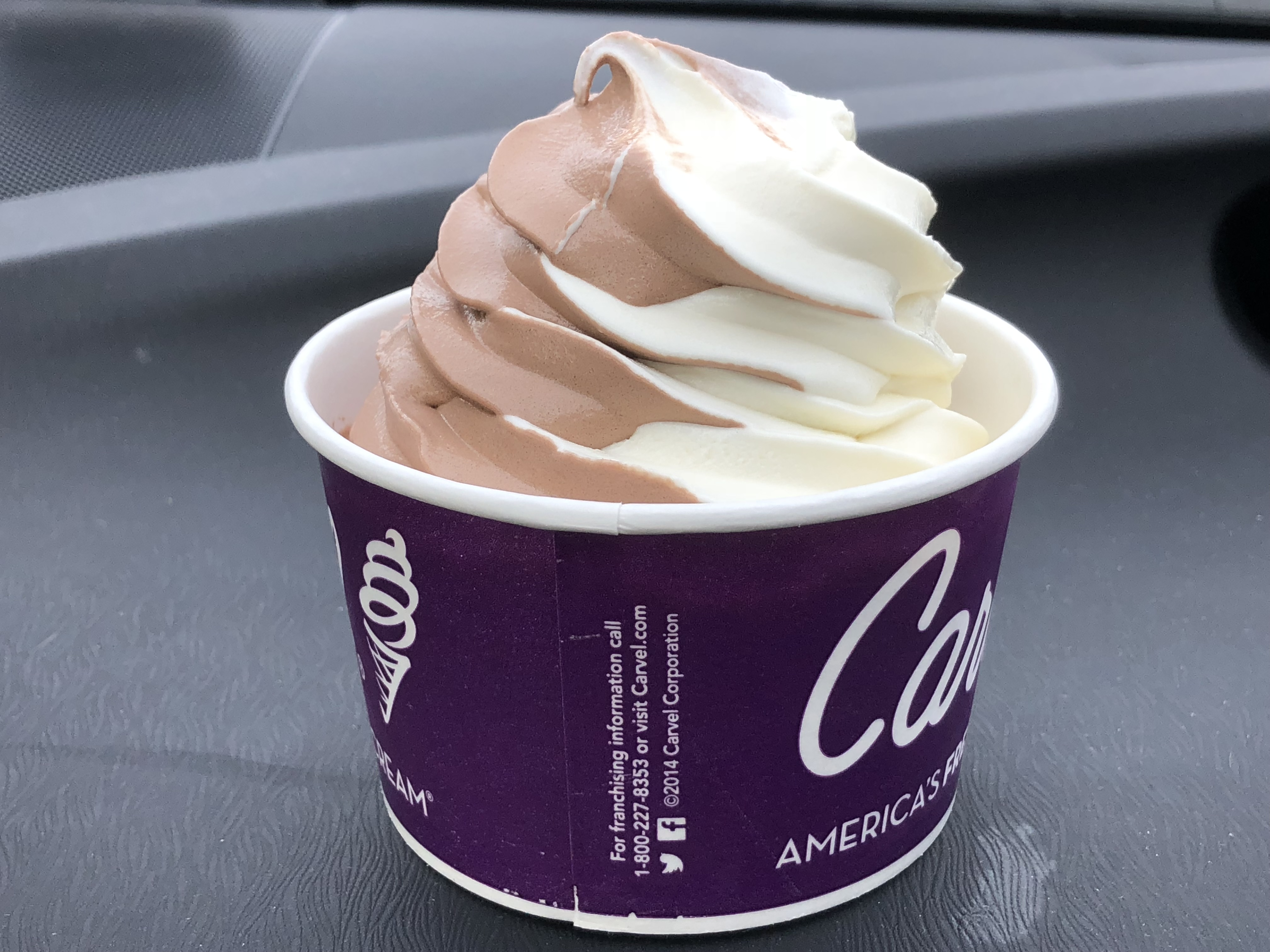

### コーン

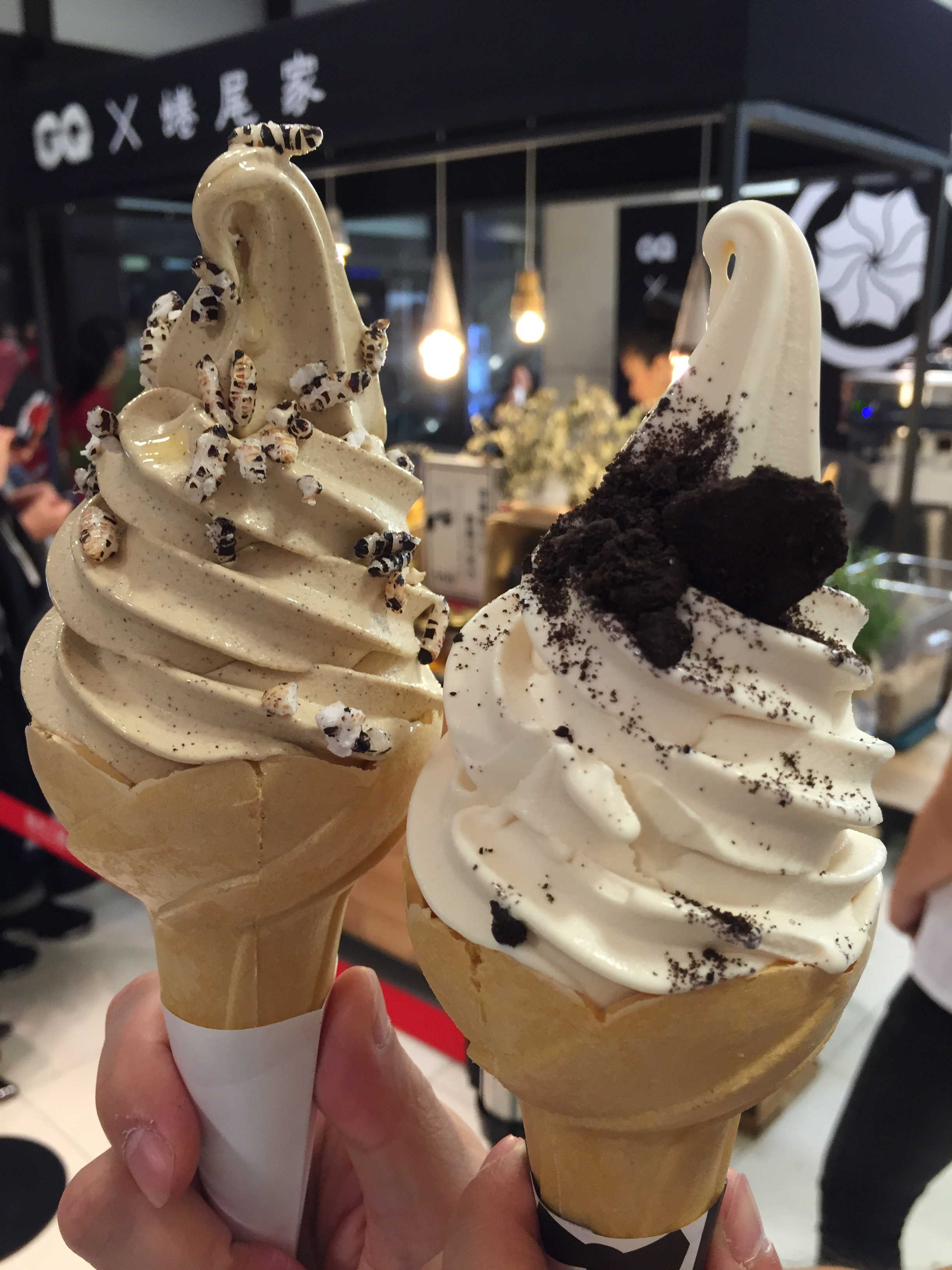
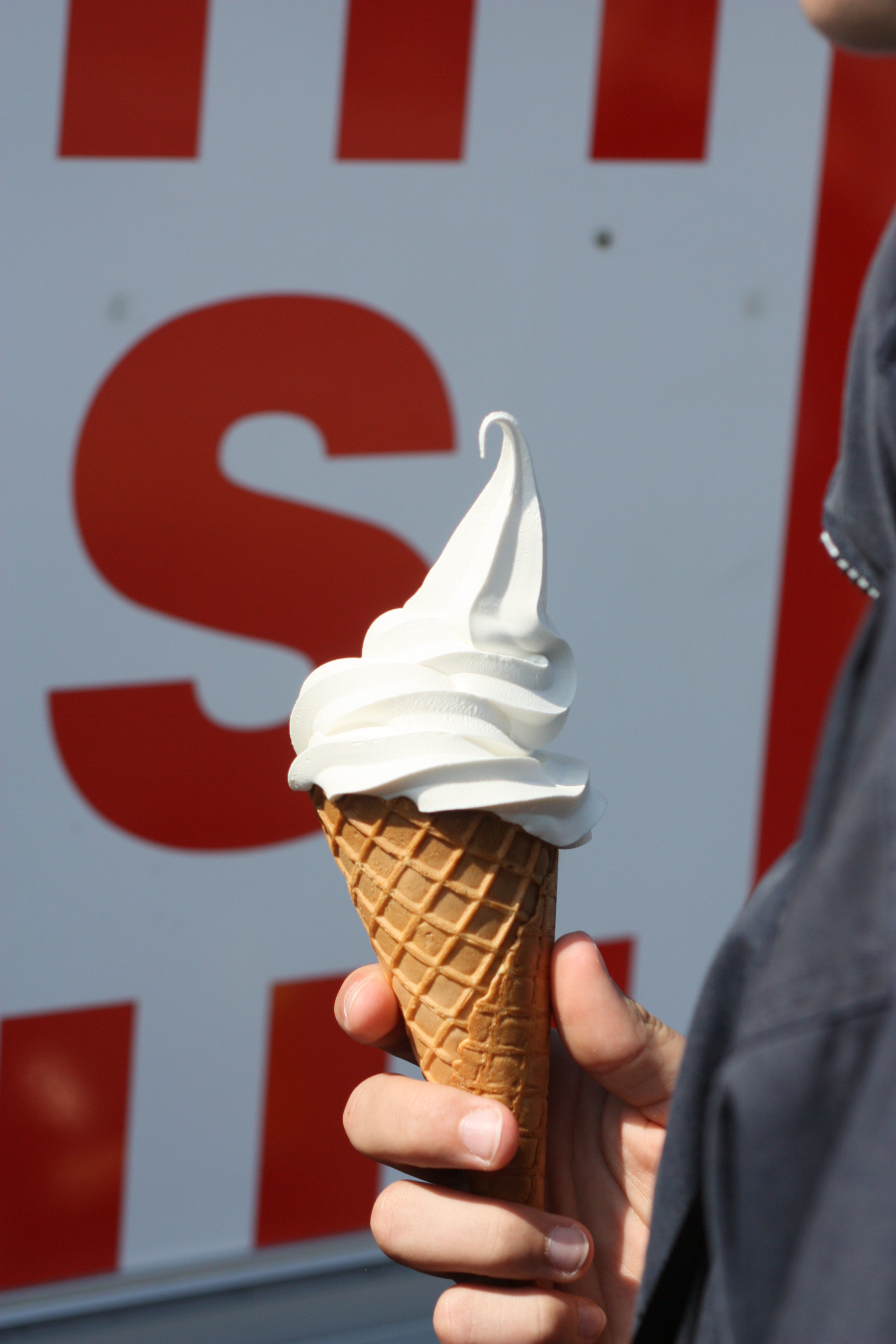
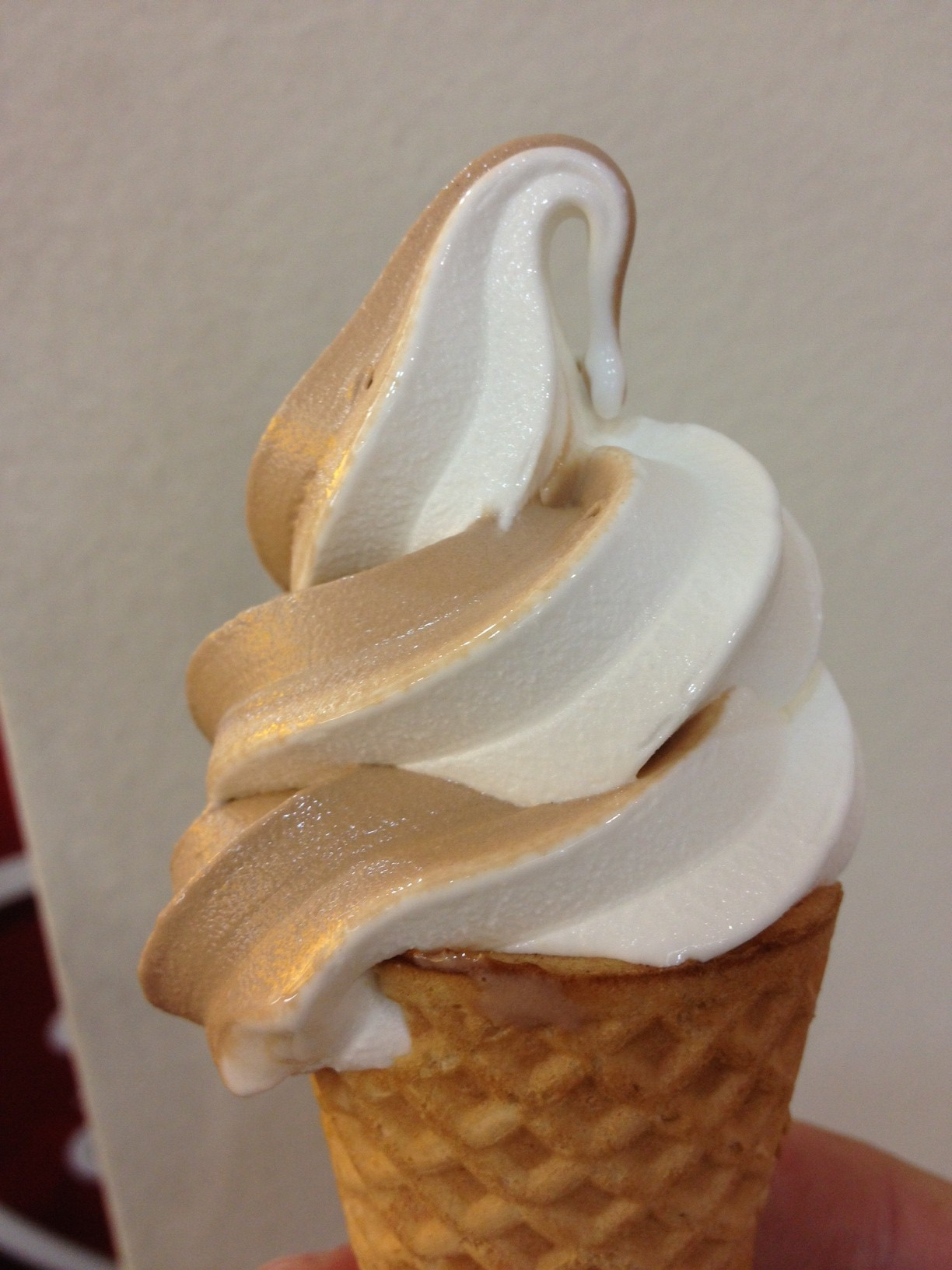

### ソフトクリームメーカー

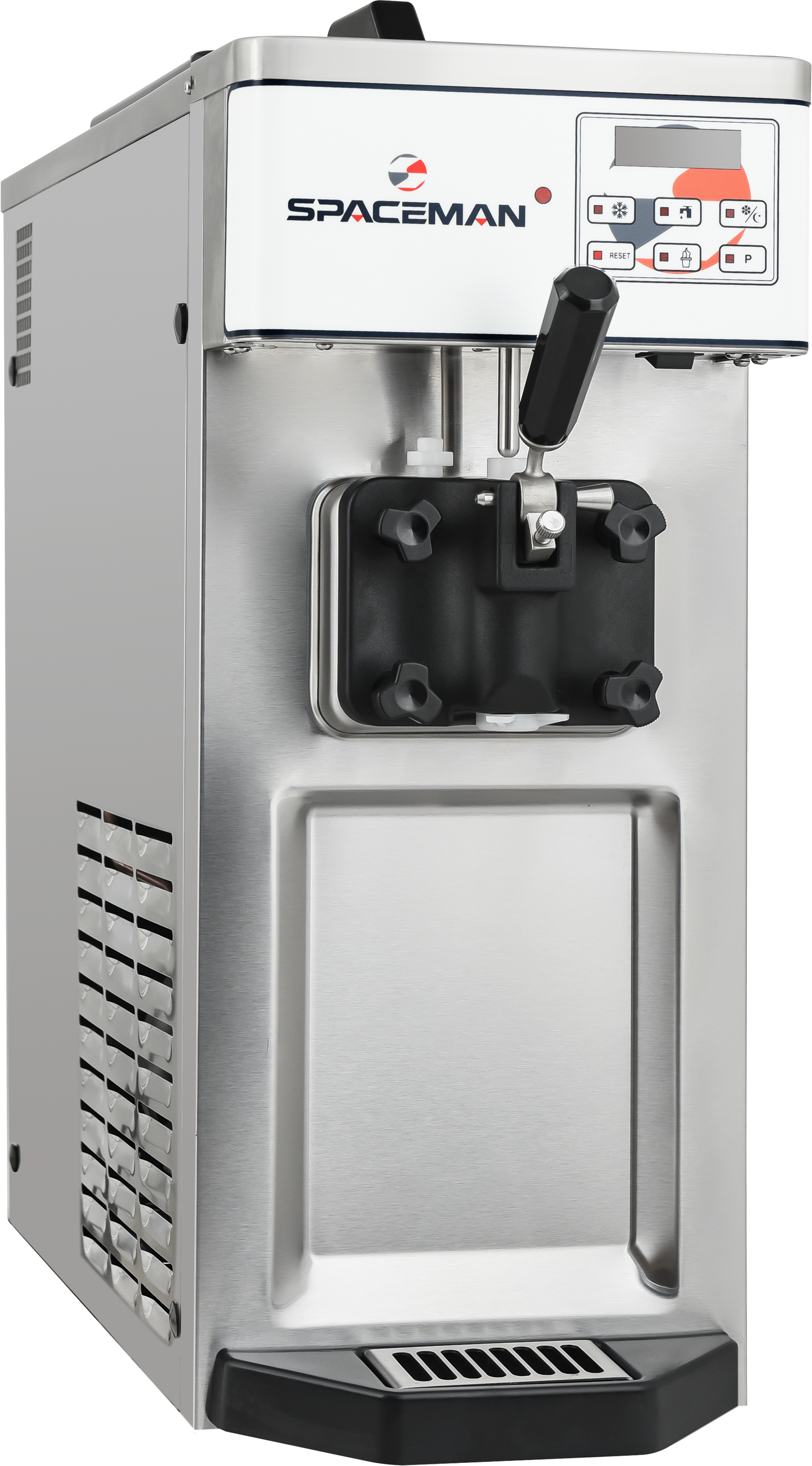
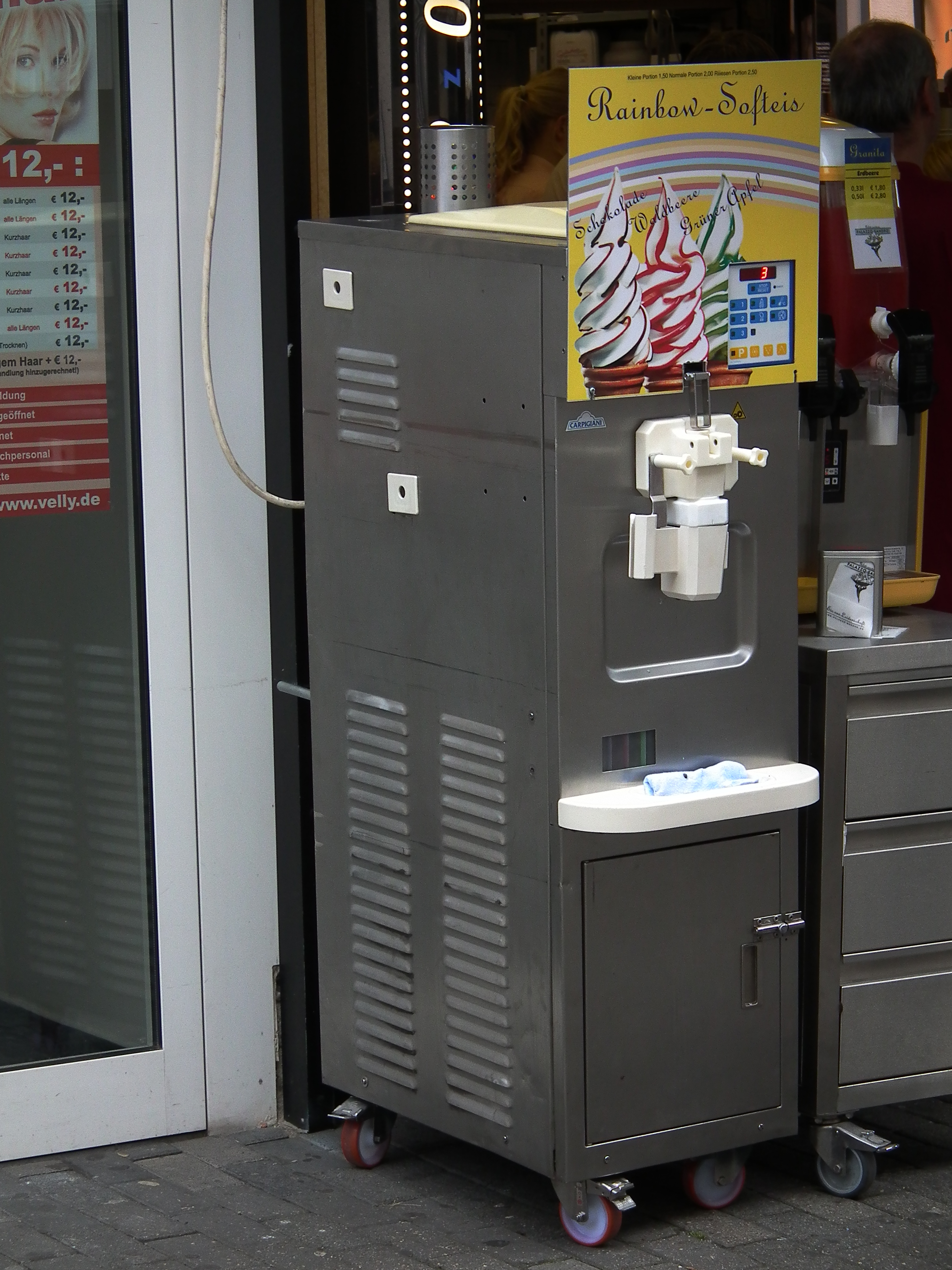
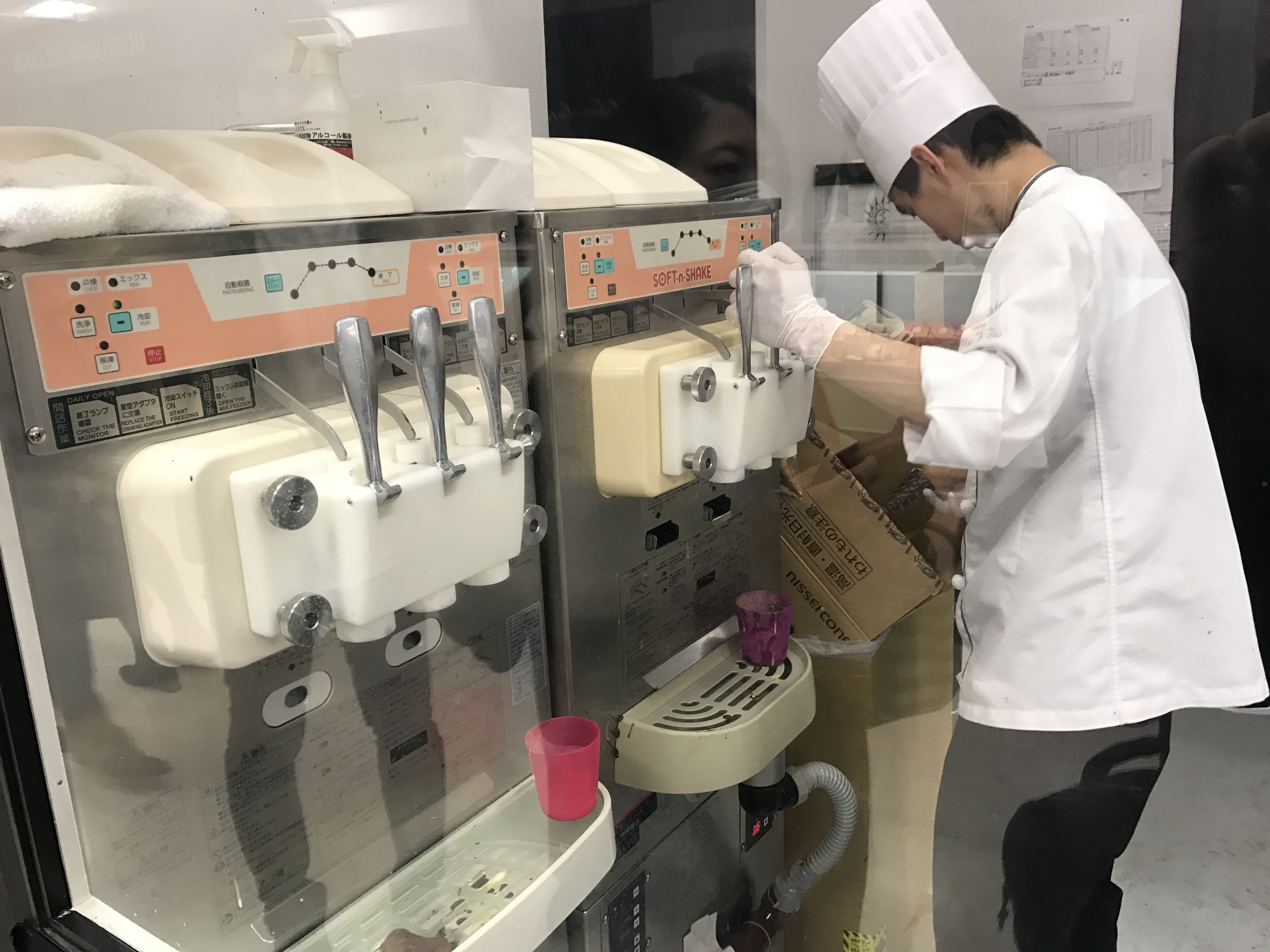
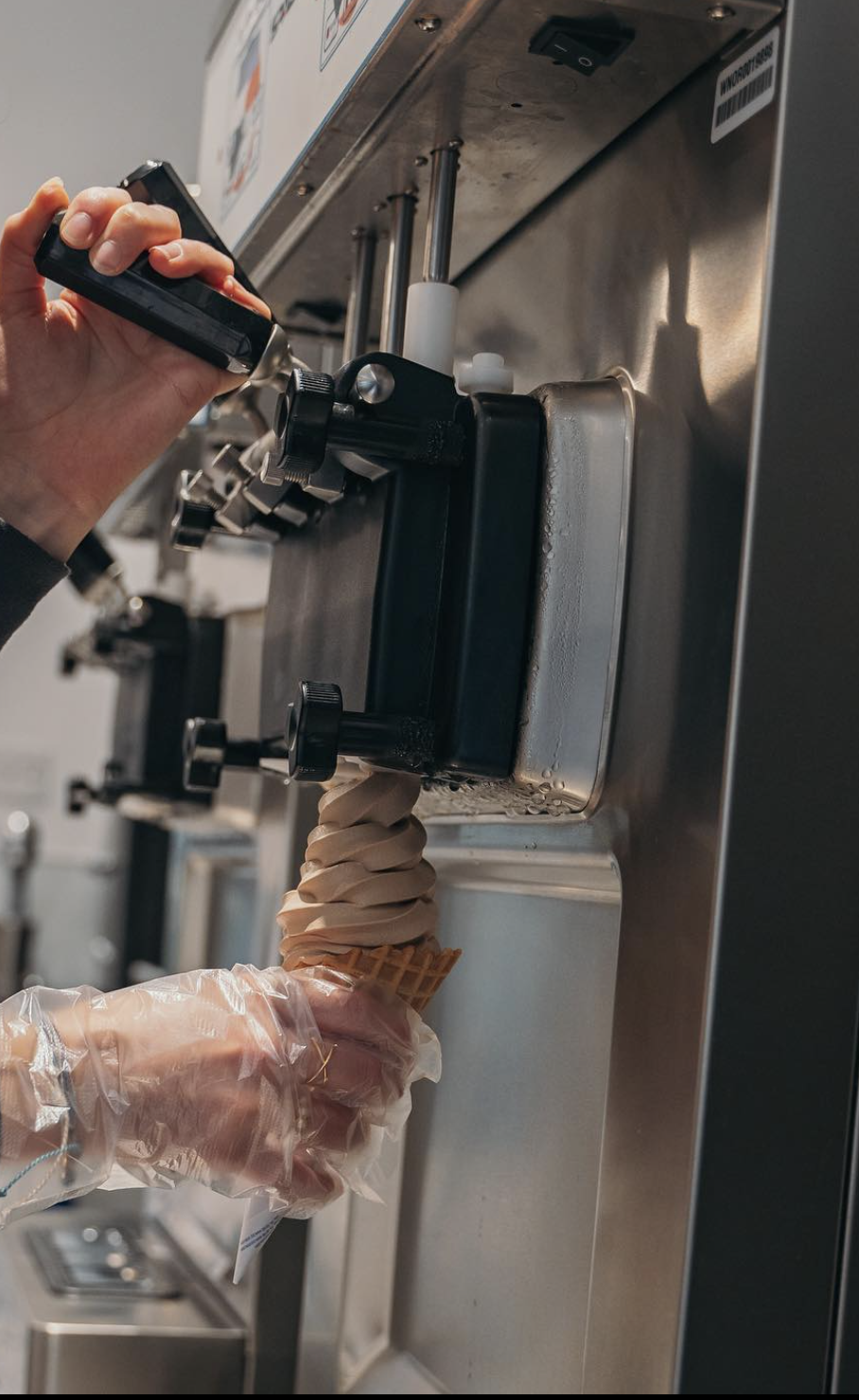
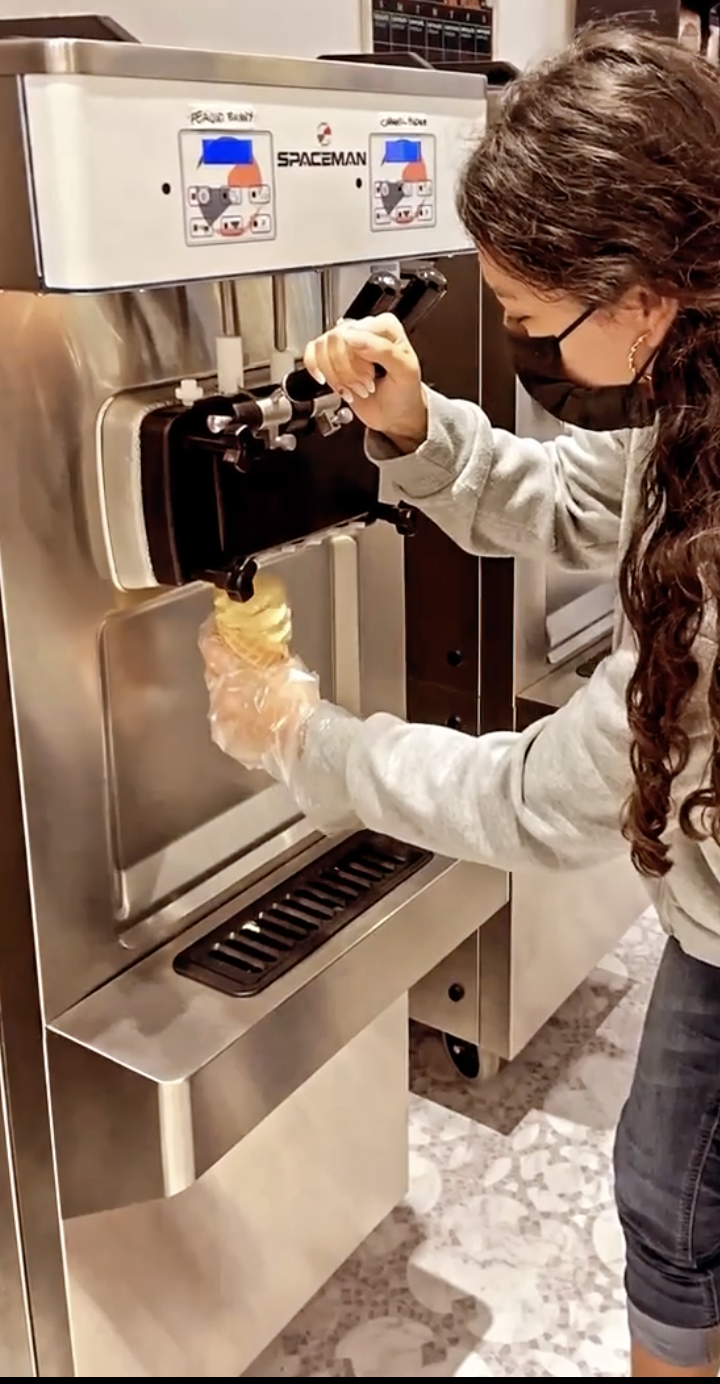